# Lissonota transsylvanica
Lissonota transsylvanica là một loài tò vò trong họ Ichneumonidae.